# Super R.C. Pro-Am
 (août 2015).
Super R.C. Pro-Am est un jeu de course développé par Rareware pour la Game Boy.
Il met en scène quatre voitures téléguidés devant s'affronter. Le joueur peut utiliser des missiles pour prendre l'avantage.